# Landkreis Saalfeld-Rudolstadt
Landkreis Saalfeld-Rudolstadt is een Landkreis in de Duitse deelstaat Thüringen. De Landkreis telt 102.139 inwoners (31 december 2020) op een oppervlakte van 1.034,58 km². Kreisstadt is de stad Saalfeld/Saale.
In de Kreis liggen 6 niet tot een Verwaltungsgemeinschaft behorende gemeenten (A), 2 Verwaltungsgemeinschaften (B) en 2 erfüllende Gemeinden (C).

## Steden en gemeenten
A
1. Bad Blankenburg
2. Leutenberg
3. Rudolstadt
4. Saalfeld/Saale
5. Uhlstädt-Kirchhasel
6. Unterwellenborn

B
1.  Schwarzatal
1. Schwarzatal *, in 2019 nieuw gevormde stad
2. Cursdorf
3. Deesbach
4. Döschnitz
5. Katzhütte
6. Meura
7. Rohrbach (bij Saalfeld)
8. Schwarzburg
9. Sitzendorf
10. Unterweißbach

2. Schiefergebirge
1. Gräfenthal, stad
2. Lehesten, stad
3. Probstzella *

(*) zetel van de Verwaltungsgemeinschaft
C
1. Kaulsdorf , vervullende gemeente ook voor
1. Altenbeuthen
2. Drognitz
3. Hohenwarte

2. Königsee , vervullende gemeente ook voor
1. Allendorf (Thüringen)
2. Bechstedt

In de nieuwe stad Schwarzatal zijn opgegaan o.a. de kleine gemeentes:Blumenau, Glasbach, Lichtenhain/Bergbahn, Mellenbach, Oberweißbach/Thür. Wald, Meuselbach-Schwarzmühle.  Lichte en Piesau liggen sedert 2019 in de gemeente Neustadt an Rennweg in de naburige Landkreis Sonneberg.

## Demografie
| Peildatum             | 31.12.2009 | 31.12.2010 | 31.12.2011 | 31.12.2012 | 31.12.2013 | 31.12.2014 | 31.12.2015 | 31.12.2016 | 31.12.2017 | 31.12.2018 |            |
| --------------------- | ---------- | ---------- | ---------- | ---------- | ---------- | ---------- | ---------- | ---------- | ---------- | ---------- | ---------- |
| Inwoners              | 118.303    | 116.818    | 112.555    | 111.463    | 110.307    | 109.646    | 109.278    | 108.315    | 107.368    | 106.356    |            |
| Buitenlanders         | 2.132      | 2.090      | 1.213      | 1.322      | 1.421      | 1.733      | 2.419      | 2.609      | 2.873      | 2.952      |            |
| Aandeel buitenlanders | 1,8%       | 1,8%       | 1,1%       | 1,2%       | 1,3%       | 1,6%       | 2,2%       | 2,4%       | 2,7%       | 2,8%       |            |
| Peildatum             | 31.12.1998 | 31.12.1999 | 31.12.2000 | 31.12.2001 | 31.12.2002 | 31.12.2003 | 31.12.2004 | 31.12.2005 | 31.12.2006 | 31.12.2007 | 31.12.2008 |
| Inwoners              | 135.425    | 134.307    | 132.885    | 131.015    | 129.610    | 127.910    | 126.692    | 125.087    | 123.516    | 121.542    | 119.817    |
| Buitenlanders         | 1.997      | 2.247      | 2.476      | 2.444      | 2.545      | 2.587      | 2.667      | 2.574      | 2.578      | 2.311      | 2.209      |
| Aandeel buitenlanders | 1,5%       | 1,7%       | 1,9%       | 1,9%       | 2,0%       | 2,0%       | 2,1%       | 2,1%       | 2,1%       | 1,9%       | 1,8%       |

Het totaal aantal inwoners van de Landkreis bedroeg 101.044 per 31 december 2023.
Allendorf ·
Altenbeuthen ·
Bad Blankenburg ·
Bechstedt ·
Cursdorf ·
Deesbach ·
Döschnitz ·
Drognitz ·
Gräfenthal ·
Hohenwarte ·
Katzhütte ·
Kaulsdorf ·
Königsee ·
Lehesten ·
Leutenberg ·
Lichte ·
Meura ·
Piesau ·
Probstzella ·
Rohrbach ·
Rudolstadt ·
Saalfeld/Saale ·
Schwarzatal ·
Schwarzburg ·
Sitzendorf ·
Uhlstädt-Kirchhasel ·
Unterweißbach ·
Unterwellenborn